# 斯特拉斯堡大学植物园

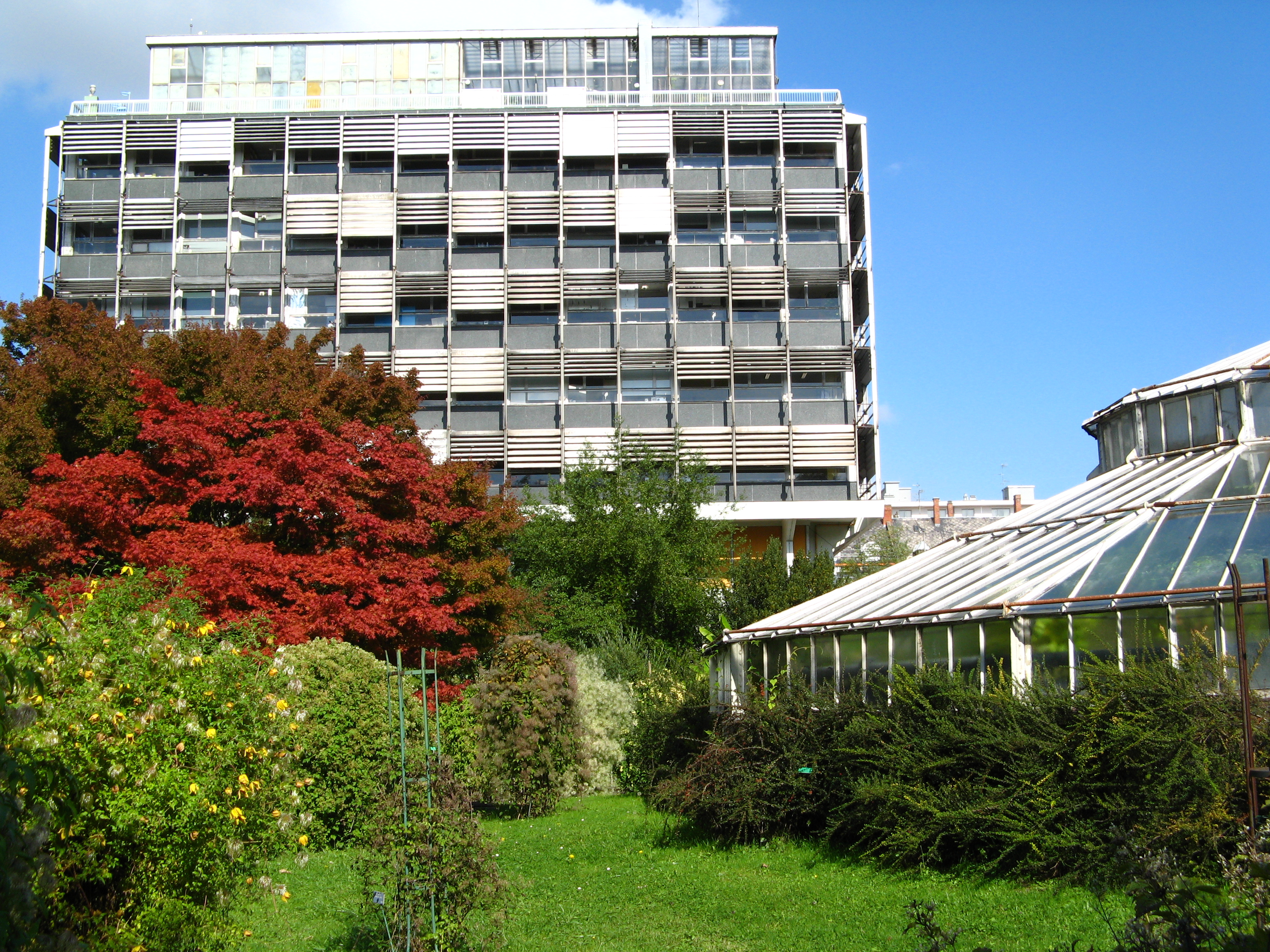
斯特拉斯堡大学植物园

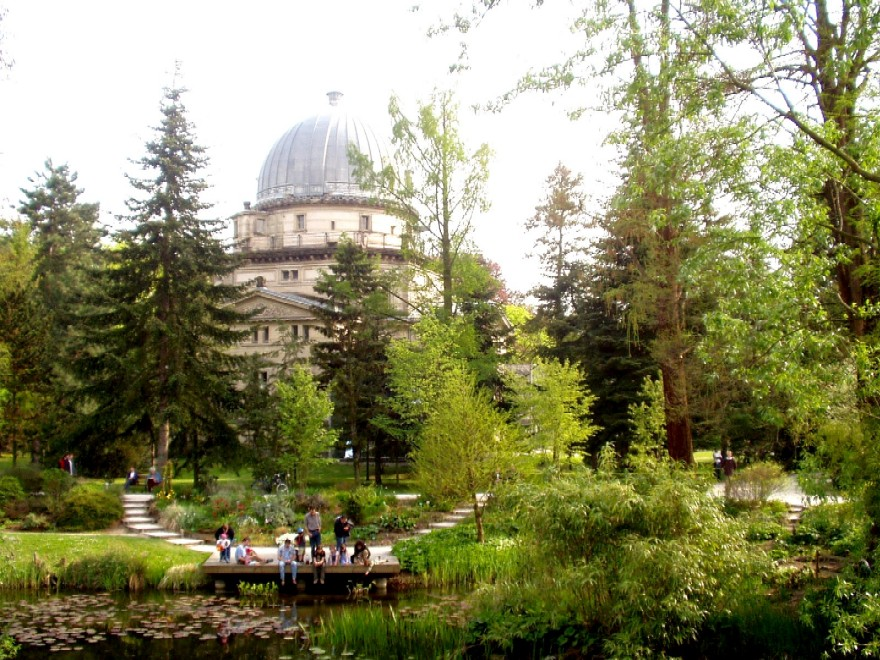
植物园与斯特拉斯堡天文台

斯特拉斯堡大学植物园（Jardin Botanique de l'Université de Strasbourg）又名斯特拉斯堡植物园（Jardin botanique de Strasbourg）和路易斯·巴斯德大学植物园（Jardin botanique de l'Université Louis Pasteur）,是一个植物园，位于法国阿尔萨斯下莱茵省斯特拉斯堡歌德路（rue Goethe）28号，占地面积3.5公顷，每天免费开放。

## 历史
该园建立于1619年，服务于该市的学术院（Académie，1621年成为斯特拉斯堡大学），因此是法国第二古老的植物园，仅次于蒙彼利埃植物园。它是在圣尼各老修道院（Saint-Nicolas-aux-Ondes）的墓地上建造的。这第一个地点当时被称为Kruteau（白菜平原），现在是装饰艺术学院广场（Place de l'Ecole des Arts Decoratifs）。这座早期的花园由医学院管理。1670年，马库斯·马普斯（Marcus Mappus）发布了第一份清单，列出了大约1600种物种。1792年法国大革命后，整个大学遭到取缔，但园长约翰·赫尔曼（Johann Hermann）不仅成功地保护了植物园本身，还成功地保存了斯特拉斯堡主教座堂的雕像，并将其埋在花园内。
1870年，随着德国军队包围斯特拉斯堡，植物园再次成为一个非正式的墓地，1871年，该该市成为德国的一部分。1880年德国皇帝威廉二世开始重建 帝国大学，将其作为一个科学和文化展示馆，建立了八个新的研究所、天文台和动物学博物馆，以及今天的植物园，位于一个新地点，那里以前是旧城墙。在植物学家海因里希·安东·德贝里（Heinrich Anton de Bary）的领导下，1884年落成了植物园及其宏伟的温室。
1919年第一次世界大战后，植物园又成为法国领土。1958年，它的大多数温室都被冰雹摧毁，1963年，只有由莱茵宫的建筑师赫尔曼•艾格特（Hermann Eggert）设计的巴里温室免于拆除。 新的温室建于1967年。
如今，植物园包含约15000个代表6000多种植物的标本，由斯特拉斯堡大学（前身为路易·巴斯德大学）管理。它由植物研究所周围的9块地块组成：树木园、热带温室、冷温室、巴里温室、草地温室、池塘、系统花园、生态种植, 和有用植物。